# Nutsa Gogoberidze
Nino « Nutsa » Khoutsichvili, de son nom d'épouse Gogoberidze (géorgien : ნინო "ნუცა" ღოღობეერძე ; russe : Нина (Нуца) Гогоберидзе), née le 25 octobre 1902 à Kakhi (ka) dans le gouvernement de Tiflis de l'Empire russe (actuel Azerbaïdjan) et morte le 31 octobre 1966 à Tbilissi en RSS de Géorgie (Union soviétique), est une réalisatrice soviétique géorgienne pionnière du cinéma. Elle est une associée de Sergueï Eisenstein et d'Alexandre Dovjenko. Son film Uzhmuri de 1934 fut le premier long métrage géorgien de l'Union soviétique réalisé par une femme. Sa fille, Lana Gogoberidze, et sa petite-fille, Salomé Alexi, sont également réalisatrices.

## Vie
Nutsa Khoutsichvili est née le 25 octobre 1902 dans le village de Kakhi, situé au sein de la région de Saingilo. Son père, Bartholomé Khutsishvili, était diplômé du séminaire pédagogique de Gori et exerçait une activité pédagogique dans la région. En 1917, lorsque des troubles éclatèrent à Saingilo, la nombreuse famille Khutsishvili s'installa à Tsvetsnikari, en Kakhétie. Bartholomé accorda une attention particulière à l'éducation de ses filles. Ses six filles poursuivirent toutes des études supérieures, ce qui était rare en Géorgie à cette époque. Nutsa obtint son diplôme avec mention du lycée de Tbilissi.

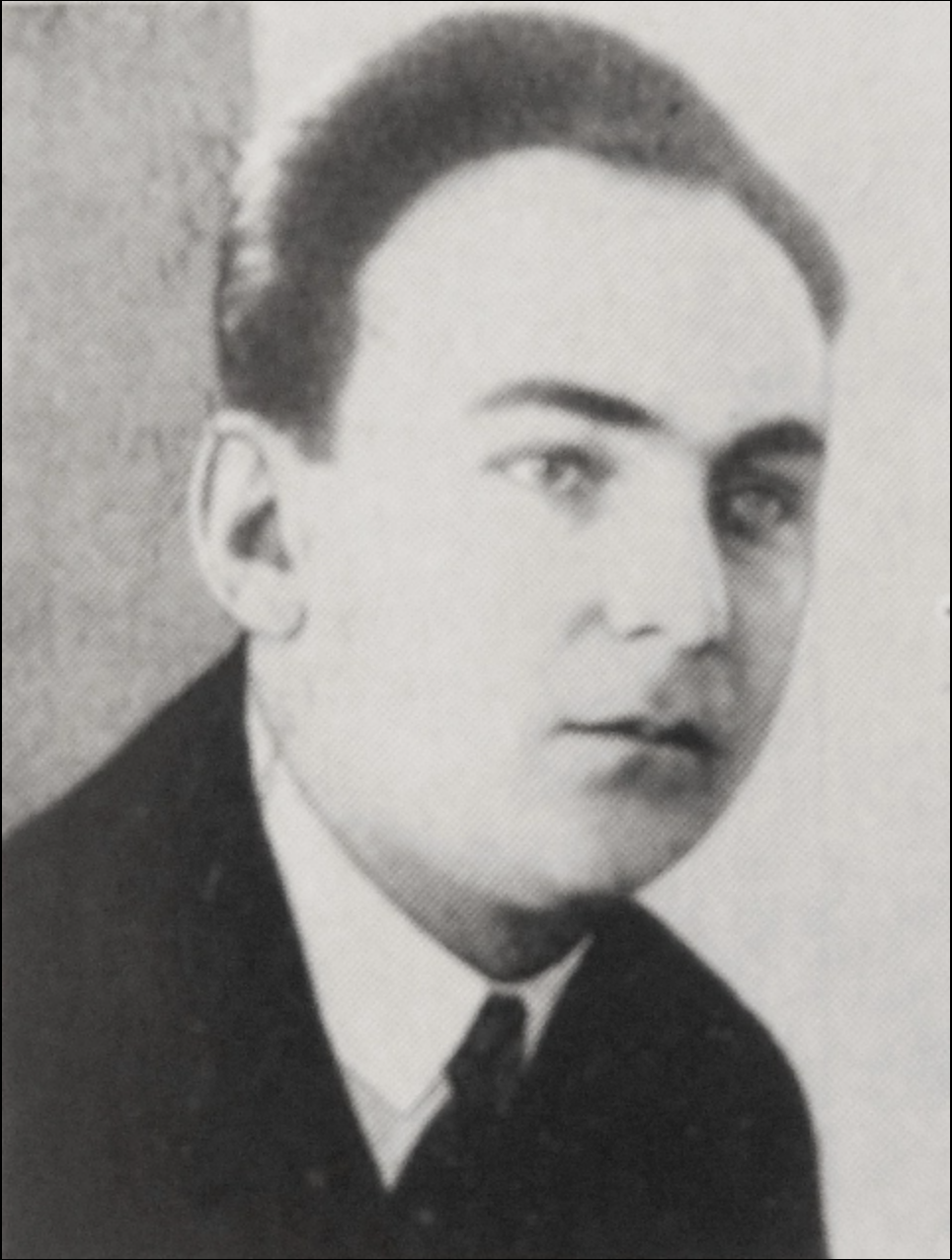
Levan Gogoberidze (1896-1937), premier secrétaire du Parti communiste de Géorgie en 1930.

Parlant couramment le russe, l'allemand et le français, elle entra à la faculté de philosophie de l'université d'État de Tbilissi. Plus tard, de 1923 à 1925, elle poursuivit ses études dans la même discipline en Allemagne,  l'Université d'Iéna, où elle obtient un diplôme de philosophie. De retour d'Iéna, Nutsa rencontre son beau-frère, Levan Gogoberidze, un jeune homme inspiré par les idées bolcheviques, dans la famille de son beau-frère, Razhden. Ils tombent amoureux, bien que Razhden soit catégoriquement opposé à cette relation. Les relations entre les deux familles deviennent si tendues que Razhden finit même par divorcer de sa femme, Lisa. Nutsa et Levan étaient profondément amoureux, mais Nutsa était en désaccord avec son mari sur de nombreuses questions idéologiques essentielles. Les désaccords s'accentuent, jusqu'à devenir la cause de leur séparation.
Nutsa a épousé Levan Gogoberidze, un militant du Parti communiste de Géorgie. Dans les années 1930, elle fut réprimée à cause de ses activités. Dès lors, Nutsa commença à être harcelée à cause de son mari, fusillé le 21 mars 1937 pour avoir rallié les opposants à Beria. Nutsa fut expulsée du cinéma et abandonnée par ses amis. Durant son temps de prospérité, la famille Gogoberidze recevait régulièrement Kote Marjanishvili, Petre Otskheli, Titian Tabidze, Paolo Iashvili et Geronti Kikodze. Après son exécution en 1937, elle fut exilée pendant dix ans. À son retour, elle quitta l'industrie cinématographique et rejoignit l'Institut de linguistique de Tbilissi.
Nutsa, rentrée en Géorgie au bout de dix ans de détention en camp de concentration, n'a pas cherché à poursuivre sa carrière cinématographique. Elle a commencé à travailler au département de lexicologie de l'Institut de linguistique et, quelques années plus tard, avec trois universitaires, à l'initiative d'Arnold Tchikobava, elle est devenue l'une des rédactrices de son dictionnaire explicatif en huit volumes.
Nutsa Gogoberidze est décédée à Tbilissi en 1966.

## Carrière cinématographique et littéraire
Nutsa Ghoghoberidze est la seule femme figurant sur la liste des employés du Sakhinmretsvi, établie en juin 1928. Elle occupait le poste de co-réalisatrice et percevait un salaire de 160 roubles, tandis que Mikheil Kalatozishvili occupait le poste de caméraman et percevait un salaire de 350 roubles, et qu'Alexandre Digmelov, employé distingué et le plus ancien, percevait 600 roubles. Ces chiffres à eux seuls montrent clairement que, même dans les années 1920 en Union soviétique, le travail des femmes était moins bien rémunéré que celui des hommes, et que l'idée d'égalité resta donc éphémère dès le début.
Nutsa Gogoberidze réalise trois films au total. Elle réalise son premier documentaire avec Mikheil Kalatozishvili, intitulé Mati Samepo (Leur Royaume), qui utilise le style alors novateur du « montage contrasté ». Son deuxième film, « Buba », est réalisé par Nutsa. Le directeur artistique du film était Davit Kakabadze. Il s'agissait d'un documentaire de propagande avec des scènes en prises de vues réelles, alors appelé « Kulturfilm » et qui, grâce à sa fonction militante et éducative, connut un succès phénoménal au cinéma jusqu'à la fin de la Seconde Guerre mondiale.
En 1930, Nutsa Gogoberidze sortit Buba, un film de propagande dramatisé. Ce film fut interdit presque immédiatement et ne fut pas diffusé pendant des décennies. Les bobines sont restées au Gosfilmofond, les archives cinématographiques soviétiques (aujourd'hui russes), et ont été remises aux Géorgiens en 2016. 
Un autre long métrage de Nutsa Gogoberidze, Uzhmuri, tourné en 1932-1933, est sorti en 1934 et a également été interdit après sa sortie. Le film était considéré comme perdu jusqu'à ce qu'il soit retrouvé au Gosfilmofond.
En 1936, alors que Nutsa était au chômage et sans le sou, Geronti Kikodze signa un contrat avec une maison d'édition pour la traduction des contes de Charles Perrault. Nutsa Ghoghoberidze traduisit le texte et lui en versa les droits d'auteur. Le livre fut publié sous le nom de Geronti Kikodze, bien que son acte fût considéré comme héroïque à l'époque.

## Postérité
La vie de Nutsa Gogoberidze a été relatée en 2023 dans le documentaire Mère et fille, ou la nuit n'est jamais complète, réalisé par sa fille Lana Gogoberidze, produit et coréalisé par Salomé Alexi.
Nutsa Ghoghoberidze n'est mentionnée ni dans l'Encyclopédie soviétique de Géorgie ni dans aucun autre ouvrage de référence, à l'exception des filmographies du cinéma géorgien.
En 2011, la maison d'édition « Intellect » a publié un recueil de nouvelles de Nutsa Ghoghoberidze, « Le Train du bonheur », préfacé par Lana Ghoghoberidze, fille du réalisateur. La petite-fille de Nutsa Ghoghoberidze est la réalisatrice géorgienne Nutsa Aleksi-Meskhishvili.